# مشاهده (پزشکی)
مشاهده در پزشکی بخشی از مجموعه اقدامات و بررسی‌هایی که پزشک یا تیم درمانی در ارتباط مستقیم با بدن بیمار انجام می‌دهند تا به تشخیص و تعیین شدت بیماری پی ببرند. در نظام سازمانی درمانی به دیدن همه بدن با چشم معمولی توسط پزشک یا تیم درمانی معاینه  گفته شده و یکی از چهار عمل اصلی در معاینه بالینی است.

## ساختار

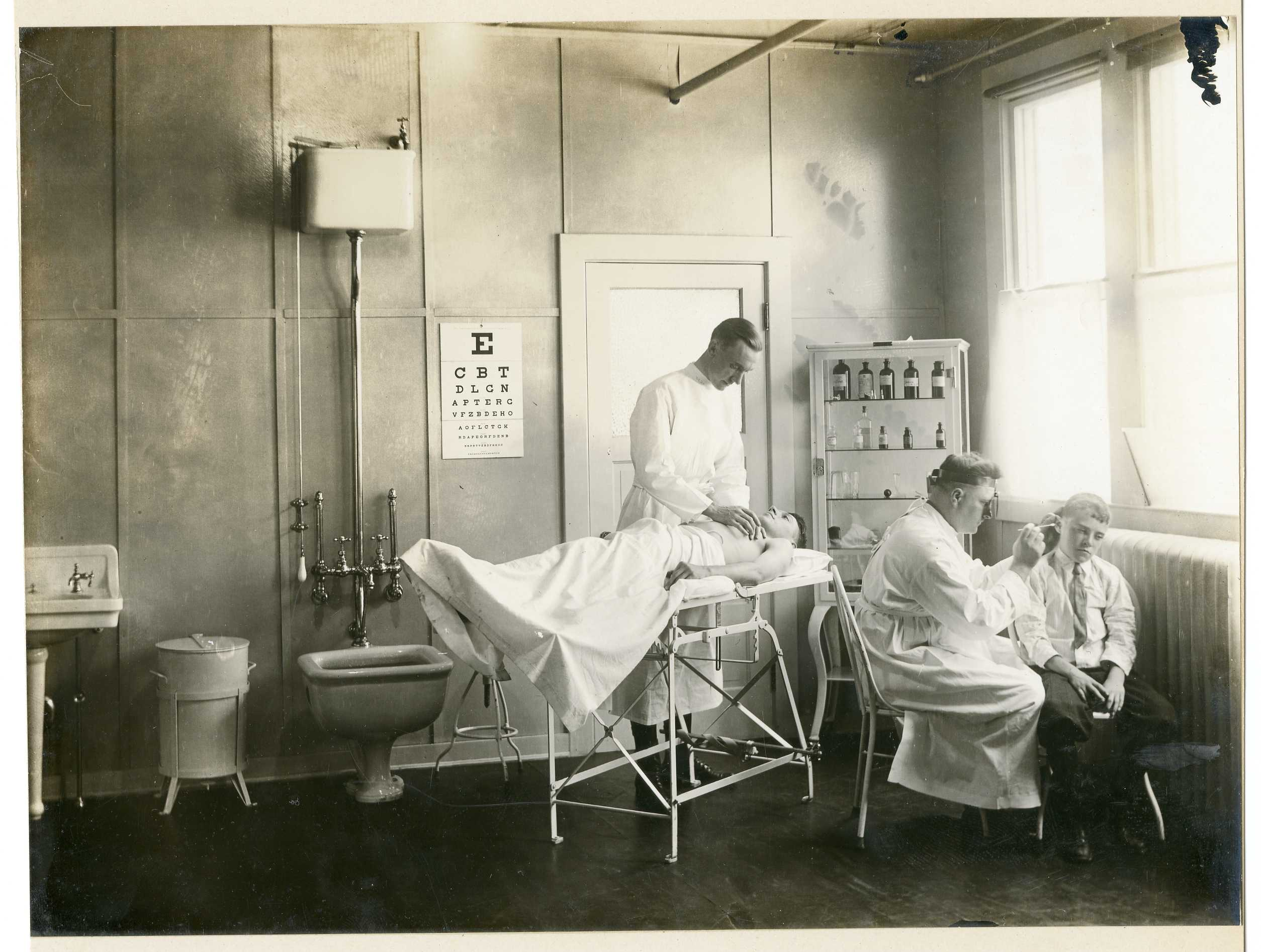
اتاق معاینه

اگرچه مشاهده به هر صورتی می‌تواند انجام شود ولی برای ایجاد یک معیار به این منظور که نکته‌ای از دید پزشک پنهان نماند یا فراموش نشود معمولاً معاینه به ترتیب از سر و گردن شروع شده و به قسمت‌های پایین بدن ختم می‌شود.

## جستارهای پیوسته
شرح‌حال